# Vergehen
Vergehen bezeichnet eine minderschwere Straftat, die mit einer nicht allzu hohen Freiheitsstrafe oder mit Geldstrafe bedroht ist. Wann genau von einem Vergehen zu sprechen ist, wird in den Rechtsordnungen der einzelnen Staaten unterschiedlich definiert.

## Historische Einordnung
Die Differenzierung zwischen strafbaren Handlungen unterschiedlicher Schwere ist bereits sehr früh in der Rechtsgeschichte belegt. Schon in der Constitutio Criminalis Carolina wurde zwischen causae maiores und causae minores (schwerwiegenden und minderschweren Anklagegründen) unterschieden; diese Trennung war für die Form der Bestrafung ausschlaggebend: Lebens-, Leibes- und Ehrenstrafen oder Geldbuße und kurzzeitiges Gefängnis.
Das deutsche Reichsstrafgesetzbuch (RStGB) von 1871 unterschied zwischen Verbrechen, Vergehen und Übertretung. Dabei orientierte es sich an dem unter Napoleon entstandenen Strafgesetzbuch des französischen Kaiserreiches (Code Pénal Impérial) von 1810, dessen Dreiteilung der strafbaren Handlungen (Trichotomie) in Übertretung, Vergehen und Verbrechen (contravention – délit – crime) sowohl noch dem heutigen französischen Strafrecht als auch den an das französische angelehnten Systemen (wie z. B. in Belgien: overtreding – wanbedrijf – misdaad) zugrunde liegt. Die Zuordnung war von der Strafandrohung abhängig:
- Verbrechen: Todesstrafe, Zuchthaus oder Festungshaft (ab 1953: Einschließung)[3] von mehr als fünf Jahren Dauer
- Vergehen: Gefängnis, Festungshaft  (ab 1953: Einschließung) bis zu fünf Jahren Dauer oder Geldstrafe von mehr als 150 Mark (ab 1964: 500 DM)[3]
- Übertretung: Haft oder niedrigere Geldstrafe.

Zum 1. April 1970 trat in der Bundesrepublik Deutschland anstelle von Zuchthaus, Gefängnis und Haft die einheitliche Freiheitsstrafe. Die Unterscheidung zwischen Verbrechen und Vergehen wird seitdem anhand der Mindeststrafe vorgenommen (siehe unten). Taten für die als Höchststrafe nicht mehr als 6 Wochen Freiheitsstrafe oder 500 DM Geldstrafe angedroht wurden, waren Übertretungen.
Zum 1. Januar 1975 wurde die Trichotomie der Straftaten in der Bundesrepublik Deutschland durch eine Dichotomie (Zweiteilung) ersetzt: Seither sind nur noch Verbrechen und Vergehen Straftaten. Die Übertretungen wurden abgeschafft und zum Teil in Vergehen umgewandelt, zum Teil durch Ordnungswidrigkeiten ersetzt oder entkriminalisiert.
Ob diese Zweiteilung beibehalten werden soll, ist unter Strafrechtlern umstritten, da ihre praktische Bedeutung relativ gering ist.
In einigen Rechtssystemen gibt es die Unterscheidung zwischen Vergehen und Verbrechen nicht oder nicht mehr. Beispielsweise existieren in den ebenfalls vom französischen Modell ausgehend entwickelten Strafrechten Italiens, Spaniens und der Niederlande für Bagatellstraftaten zwar weiterhin die Übertretungen (contravvenzioni, faltas bzw. overtredingen), alle anderen Straftaten werden dagegen einheitlich als „Delikte“ oder „Vergehen“ (delitti, delitos bzw. misdrijven) bezeichnet. Trotzdem werden auch hier schwere und weniger schwere Tatbestände entsprechenden Unterkategorien zugeordnet. In den meisten Rechtsordnungen des Common Law gibt es die Unterscheidung zwischen schweren oder „kapitalen“ Verbrechen (felonies) und weniger schweren kriminellen Vergehen (misdemeanors), wobei der Ausdruck „Verbrechen“ (crime) im Englischen als Oberbegriff dient und systematisch eher der „Straftat“ als solcher entspricht. Die Unterscheidung erfolgt wie im deutschen Recht nach dem Strafmaß, jedoch anders als hier nach der angedrohten Höchststrafe von einem Jahr.
Nach dem Strafgesetzbuch der DDR von 1968 gab es eine Zweiteilung der Straftaten in Verbrechen und Vergehen. Die Grenze verlief bei 2 Jahren Freiheitsstrafe, jedoch nicht abstrakt nach der Strafdrohung, sondern nach der Verhängung im Einzelfall (§1 Abs. 3 StGB-DDR). Daneben gab es im Strafrecht für Interessenverletzungen, „bei denen die Auswirkungen der Tat und die Schuld des Täters unbedeutend“ waren, die Kategorie der Verfehlungen (Enumerationsprinzip; z. B. Hausfriedensbruch, Beleidigung/Verleumdung, Eigentumsverfehlungen). Außerhalb des Strafrechts waren die Ordnungswidrigkeiten geregelt (z. B. OWVO). Über Verfehlungen befanden die gesellschaftlichen Gerichte; über aufgeklärte Vergehen und Ordnungswidrigkeiten nur, wenn sie von den Rechtspflegeorganen bzw. Ordnungsstrafbefugten an die gesellschaftlichen Gerichte übergeben wurden.

## Definition in Deutschland

### Strafrecht
(1) Verbrechen sind rechtswidrige Taten, die im Mindestmaß mit Freiheitsstrafe von einem Jahr oder darüber bedroht sind.
(2) Vergehen sind rechtswidrige Taten, die im Mindestmaß mit einer geringeren Freiheitsstrafe oder die mit Geldstrafe bedroht sind.
Nach dem deutschen Strafrecht wird der Begriff des Vergehens über seine mögliche Rechtsfolge definiert. Während Verbrechen mit einer Freiheitsstrafe von mindestens einem Jahr bedroht sind, sind Vergehen Straftaten, die im Mindestmaß mit einer geringeren Freiheitsstrafe oder mit Geldstrafe bedroht sind (§ 12 Abs. 2 StGB). Gesetzlich vorgesehene Schärfungen und Milderungen eines Grundtatbestandes nach dem Allgemeinen Teil oder für unbenannte besonders schwere oder minder schwere Fälle bleiben dabei außer Betracht. Unbeachtliche oder unbenannte Strafverschärfungen oder -milderungen sind dabei solche, bei denen die Voraussetzungen der Modifizierung nicht oder zumindest nicht abschließend aus dem Gesetz hervorgehen. Entsprechendes gilt für Regelbeispiele. Damit kann die effektive Mindeststrafe eines Verbrechens unter einem Jahr liegen und die eines Vergehens über ein Jahr hinausgehen. Die Einteilung kann sich aber ändern, wenn das Gesetz aus einem Tatbestand durch Hinzufügen weiterer Merkmale (benannte Strafänderungen) einen neuen Tatbestand bildet.
Beispiel 1: (Einfache) Körperverletzung nach § 223 StGB (mindestens Geldstrafe) ist ein Vergehen, die Schwere Körperverletzung nach § 226 StGB (mindestens 1 Jahr Freiheitsstrafe, zwingende benannte Strafverschärfung und damit eigener Tatbestand) ist ein Verbrechen. Daran ändert auch die Strafmilderung für minder schwere Fälle in Absatz 3 von § 226 StGB nichts – entsprechende Taten bleiben Verbrechen.
Beispiel 2: Erpressung § 253 StGB (Mindeststrafe ist Geldstrafe) ist ein Vergehen. Daran ändert sich nichts, wenn nach Absatz 4 ein besonders schwerer Fall angenommen wird, auch nicht falls dies auf ein Regelbeispiel in Absatz 4 Satz 2 zurückgeht. Dagegen ist die  Räuberische Erpressung (§ 255 StGB) ein Verbrechen, selbst dann wenn ein minder schwerer Fall vorliegt.
Die Strafbarkeit des Versuchs eines Vergehens muss explizit im Gesetz genannt werden (§ 22, § 23 StGB), während der Versuch eines Verbrechens stets strafbar ist.
Für Vergehen ist sachlich der Strafrichter beim Amtsgericht zuständig, wenn die erwartete Rechtsfolge nicht über Freiheitsstrafe von zwei Jahren liegt (§ 25 GVG). Bei einem erwarteten Strafrahmen zwischen zwei und vier Jahren Freiheitsstrafe (vgl. Strafbann) ist das Schöffengericht des Amtsgerichts zuständig (§ 28 GVG). Liegt der Strafrahmen höher oder hat die Sache eine besondere Bedeutung, so ist die große Strafkammer des Landgerichts zuständig (§ 74 GVG).
Bei bestimmten Delikten ergibt sich davon abweichend eine erstinstanzliche Zuständigkeit des Oberlandesgerichts (§ 120 GVG).
Je nach Delikt können sich noch Zuständigkeiten besonderer Strafkammern beim Landgericht ergeben.

### Disziplinarrecht
Disziplinarrechtlich ist ein Dienstvergehen ein Verstoß gegen Dienstpflichten eines Beamten im oder außer Dienst.

## Definition in Österreich
Nach § 17 Abs. 2 des österreichischen Strafgesetzbuches (Einteilung der strafbaren Handlungen) sind Vergehen alle strafbaren Handlungen, die nicht als Verbrechen (mit lebenslanger oder mehr als dreijähriger Freiheitsstrafe bedrohte vorsätzliche Handlung) definiert sind. Im Unterschied zur deutschen Regelung ist in Österreich auch der Versuch eines Vergehens strafbar. Weiters ist die Zuständigkeit der Gerichte anders geregelt.

## Definition in der Schweiz
Bei den einzelnen Delikten, die im Besonderen Teil (BT) des schweizerischen Strafgesetzbuches (StGB) vorgesehen sind, handelt es sich entweder um Verbrechen, Vergehen oder Übertretungen (Dreiteilung der strafbaren Handlungen). Somit stellt das Vergehen die Zwischenstufe zwischen Verbrechen und Übertretung dar. Gemäß Art. 10 Abs. 3 StGB sind Vergehen Taten, die mit Freiheitsstrafe bis zu drei Jahren oder mit Geldstrafe bedroht sind. Entscheidend ist die Strafandrohung, nicht die im konkreten Fall tatsächlich ausgesprochene Strafe. Der Versuch ist bei Verbrechen und Vergehen in der Regel strafbar (Art. 22 Abs. 1 StGB).

## Definition in Liechtenstein
Nach § 17 des liechtensteinischen Strafgesetzbuches (StGB) sind Verbrechen wie in Österreich „vorsätzliche Handlungen, die mit lebenslanger oder mit mehr als dreijähriger Freiheitsstrafe bedroht sind“, während Vergehen „[a]lle anderen strafbaren Handlungen sind, soweit in strafrechtlichen Nebengesetzen nicht etwas anderes bestimmt ist“.